# Francesco De Vita
Francesco De Vita (Trapani, 5 gennaio 1913 – Lucerna, 2 giugno 1961) è stato un politico italiano, Sottosegretario di Stato alle Poste e Telecomunicazioni nel Governo De Gasperi IV.

## Biografia
Nato a Trapani si trasferì con i genitori a Marsala, dove riscuoteva grande prestigio e seguito politico-elettorale.

Laureato in economia e commercio; funzionario del Ministero delle finanze.

Si è impegnato in favore della scelta repubblicana nella campagna elettorale referendaria monarchia-repubblica del 2 giugno 1946.
È stato scelto come candidato alle elezioni per l'Assemblea Costituente nella Circoscrizione 1 Sicilia Occidentale nella lista del Partito Repubblicano Italiano ed è stato eletto. Praticante avvocato a Milano.

Segretario nell'Ufficio di Presidenza e componente della Commissione dei 75 per l'approvazione della Carta Costituzionale e della Prima Sottocommissione per la stesura della prima parte della predetta Carta, ai quali lavori partecipò assiduamente ed intensamente.
Partecipò, dal 22 dicembre 1947 al 23 maggio 1948, al Governo De Gasperi IV in qualità di Sottosegretario di Stato alle Poste e Telecomunicazioni.

Fu poi eletto nel 1948 alla Camera dei deputati nella I Legislatura nel collegio unico nazionale.

Componente della Giunta della Elezioni e delle Commissioni VII Lavori pubblici e X Industria e Commercio.
Nel 1953 fu rieletto nella II Legislatura e fu componente delle Commissioni I Affari Interni e X Industria e Commercio.
Deputato anche della III Legislatura, eletto nel 1958 nel collegio Sicilia 1, iscritto al gruppo parlamentare misto dal 18 giugno 1958, fu Segretario dell'Ufficio di Presidenza e Segretario e Componente di diverse Commissioni parlamentari e, in particolare, della Rappresentanza della Camera nell'Assemblea Parlamentare Europea, del cui ideale, come in quello repubblicano, era convinto e profondo sostenitore. 

Morì all'età di 48 anni il 2 giugno 1961 a Lucerna, dove era impegnato nell'Assemblea della Comunità Europea del Carbone e dell'Acciaio, fu sostituito alla Camera da Salvatore Sanfilippo .